# Miguel Alcantú y Palacios
Miguel Alcantú y Palacios (Madrid, 1 de gener de 1823- ?) va ser un metge i diputat constituent el 1869.
Nascut en una família humil, la seva vocació va portar-lo a cursar la carrera de medicina, a pesar de les dificultats econòmiques familiars. El 1848 va marxar a exercir de metge a Alburquerque (Badajoz), a llur província es va ser ben considerat i conegut, sovint se'l reclamava per dur a terme consultes amb casos greus. El 1854 va ser comandant del batalló de la Milícia Nacional i el 1868, quan es va saber la victòria de la batalla d'Alcolea, president de la Junta Revolucionària d'Alburquerque, així com diputat provincial de Badajoz i diputat constituent a les corts de 1869 per la mateixa província, en qualitat d'afiliat al Partit Republicà Democràtic Federal. i va ser reelegit per la mateixa província el 10 de maig de 1873.